# Petrus Johannis Gothus
Petrus Johannis Gothus (Per Hansson Östgöte), född 1536 i Norrköping, död 1616 i Rostock, var en svensk författare och översättare.

## Biografi
Petrus Johannis inskrevs 1568 som student vid Rostocks universitet men avbröt studierna efter några år, troligen i brist på pengar. Uppgiften att han varit kyrkoherde i Norrköping är felaktig. Petrus Johannis, som har kallats ”Sveriges förste förläggare” utgav i Rostock, dels i Stockholm ett flertal av honom själv översatta tyska uppbyggelseskrifter, bland annat Gudeliga böner och tacksägelser (1572), en översättning av Augsburgska bekännelsen (1581) samt några av de äldre svenska reformationsskrifterna.
” …hans kulturnit var av det brinnande och hängivna slag, som ej dämpas av några vedervärdigheter, ekonomiska trångmål och små förhållanden. De flesta av honom översatta böcker, traktater och trösteskrifter” (så kallade uppbyggelseskrifter) ”äro, det anges uttryckligen, utgivna på ’uttolkarens egna beskostning’. I de långa inledningar, som han oftast försåg sina böcker med, visar han sig … full av hänförelse för fäderneslandets självständighet, kultur och språk. ’Vi äro inge livegne trälar födde men ett fritt folk till lag och rätt’, skriver han i en tillägnan till prinsessan Anna. Det är Uppsala möte och ’vårt nya förbund med Gud’, som givit anledning till dessa hans ord.
Hans stil har en ålderdomlig, medvetet arkaiserande tendens. Han vill återställa språket till dess förra renhet, som alltmer förvanskats genom ’allmogans ovisshet’ och ’de danskas tungomål och böcker’. De svenska reformatorernas skrifter, av vilka han utgav flera, synas ha varit hans mönster.
Men hans dedicerande företal hade också ett mera praktiskt syfte, det att tacka hans svenska vänner för bekommet understöd och ’hederliga föräringar’; en viss bedrövlig ton, som genomgår många av dem, må ursäktas av hans ålderdom och sjuklighet. Hans förbindelser i hemlandet var omfattande: medlemmar av kungahuset, ett stort antal adliga ätter, särskilt adliga fruar – bl. a. av släkterna Bååt, Soop, Banér, Tott, Bagge och Oxenstierna – samt många ofrälse handelsmän, räntmästare och tullnärer i Stockholm och Söderköping. Bland Petrus Johannis’ ’bevågna befordrarinnor’ var också fru Barbro till Fiholm. Redan innan hennes söner lämnade Sverige, torde det ha varit överenskommet, att de skulle inackorderas hos Petrus Johannis i Rostock.”
Den Barbro, som nämns, är Barbara Axelsdotter Bielke, änka efter riksrådet Gustav Gabrielsson Oxenstierna och mor till den blivande rikskanslern Axel Oxenstierna, en av bröderna, som reste till Rostock för att studera.
Petrus Johannis finns inte med i Den svenska psalmboken 1986 trots att hans namn uppges för en psalm i 1937 års psalmbok.
Han finns representerad i 1937 års psalmbok med två verk (nr 553 och 592).

## Psalmer
- Med lust och glädje tänker (1937 nr 592 och 1986 nr 324) översättning cirka 1602
- O Jesus Krist, sann Gud och man (1937 nr 553) översatt 1571.[4]